# Jasuhiro Išimoto
Jasuhiro Išimoto (石元 泰博, 14. června, 1921 – 6. února 2012) byl japonsko-americký fotograf.

## Životopis
Išimoto se narodil 14. června 1921 v San Francisku v Kalifornii, kde jeho rodiče pracovali jako farmáři. V roce 1924 rodina opustila Spojené státy a vrátila se do rodného města svých rodičů v dnešní Tosě v prefektuře Koči v Japonsku. Poté, co Išimoto vystudoval zemědělskou střední školu v Koči, se v roce 1939 vrátil do Spojených států a dva roky studoval architekturu na Northwestern University v Chicagu. Ačkoli tento program nedokončil, v jeho fotografii měla architektura významné místo.
V letech 1942 až 1944 byl internován s dalšími japonskými Američany v internačním táboře Amache (také známém jako Granada Relocation Center) v Coloradu. Právě zde se začal učit fotografii.
Po návratu do Chicaga se v roce 1946 Išimoto připojil k fotografickému klubu Fort Dearborn Camera Club pro amatérské filmaře a fotografy. V roce 1948 se zapsal na katedru fotografie na Chicagském institutu designu (později Institute of Design of the Illinois Institute of Technology ) a studoval u Harryho M. Callahana a Aarona Siskinda; studium ukončil v roce 1952. Během této doby získal řadu fotografických cen, včetně ceny Moholyho-Nagye, kterou získal dvakrát.
Išimoto se v roce 1953 vrátil do Japonska a ještě téhož roku na zakázku pro newyorské Muzeum moderního umění fotografoval v Kjótu císařskou vilu Kacura v černobílém provedení. Práce z tohoto úkolu nakonec vyšla v roce 1960 jako kniha Kacura: Tradice a tvorba v japonské architektuře (někdy zkrácená na Kacura). Kniha obsahuje texty Waltera Gropia a Kenzóa Tangeho.
Išimotovo dílo si vybral Edward Steichen, a zařadil jej na výstavu a do katalogu Lidská rodina v Muzeu moderního umění v roce 1955. Steichen si také vybral jeho dílo na výstavu pro tři osoby v roce 1961.
V letech 1958 až 1961 žil a pracoval Išimoto v Chicagu na stipendiu Minolta. Jeho fotografie z této doby, většinou pouliční scény, byly nakonec publikovány v roce 1969 jako Chicago, Chicago. Poté, co se vrátil do Japonska v roce 1961, se Išimoto v roce 1969 stal naturalizovaným japonským občanem. Během šedesátých let učil fotografii na Kuwasawa Design School, Tokijské škole fotografie a v letech 1966 až 1971 na tokijské univerzitě Zokei.
Išimoto hodně cestoval a na svých cestách fotografoval, v roce 1966 navštívil jihozápadní Asii a v roce 1975 tři měsíce pobýval v Jižní Americe, severní Africe a Austrálii. V následujícím roce podnikl cesty do Íránu, Iráku a Turecka a v roce 1977 znovu navštívil Turecko a cestoval také do Španělska a Indie. V roce 1978 navštívil Čínu.
S fotografiemi pořízenými v chrámu Tódži (také známém jako Kjóo Gokokuji) v Kjótu zorganizoval Išimoto v roce 1977 výstavu nazvanou Den Šingonin Ryókai Mandala (Mandaly dvou světů). Jeho fotografie byly později použity ve velmi bohaté publikaci stejného titulu.
V letech 1973 až 1993 Išimoto vytvořil řadu barevných abstrakcí, které se objevily jako obálky japonského časopisu Approach. V roce 1980 v Muzeu moderního umění detailně a v plné velikosti fotografoval Monetovy Lekníny.
Išimoto se vrátil do Kacury v roce 1982 a pořídil další sérii fotografií, tentokrát na barevný materiál, často využíval stejné nebo velmi podobné pohledy jako na svých fotografiích z roku 1953 na stejném místě. Práce z tohoto projektu byly publikovány v Kacura Villa: Space and Form.
Jeho novější fotografie se zabývala přechodnou povahou života, jak ukazuje jeho fotografie mraků, stop v tajícím sněhu a spadaného listí. Toto téma bylo patrné také na jeho fotografiích svatyně Ise (také známé jako Ise Jingú), které měl povoleno fotografovat v roce 1993. Tato starodávná šintoistická svatyně byla každých dvacet let stržena a přestavěna.
Išimoto se zúčastnil mnoha výstav, včetně Nové japonské fotografie v Muzeu moderního umění v roce 1974, samostatných výstav v letech 1960 a 1999 na Institutu umění v Chicagu, retrospektivy v letech 1989–1990 v Muzeu umění v Seibu v Tokiu a výstavy v Národní muzeum moderního umění v Tokiu v roce 1996.
Išimoto získal celou řadu ocenění, například: vítězství v soutěži Young Photographer's Contest, časopis Life (1950); cena fotografa roku, Japonská asociace fotografických kritiků (1957); Cena Mainiči Art Award (1970); výroční cena (1978, 1990) a cena za vynikající přínos (1991) Japonské fotografické společnosti; a státní medaile cti (1983, 1993). V roce 1996 ocenila japonská vláda Išimota za kulturní zásluhy, což je čest, která zahrnuje celoživotní stipendium. V roce 2004 věnoval Išimoto svůj archiv sedmi tisíc fotografií v hodnotě 1,4 miliardy jenů Muzeu umění v Koči. V angličtině Jasuhiro Išimoto psal své jméno jako „Jas Išimoto“.
Išimoto zemřel ve věku 90 let 6. února 2012 poté, co byl měsíc před tím hospitalizován kvůli mrtvici.

## Významné výstavy

### Samostatné výstavy
- Institut umění v Chicagu. 1960.
- Muzeum moderního umění, New York. 1961.
- „Den Shingonin Ryókai Mandala“ / „Mandala dvou světů“. Muzeum umění Seibu, Tokio. 1977.
- Muzeum umění Seibu, Tokio. 1989–1990
- Jasuhiro Išimoto, festival Rencontres d'Arles, 1994.
- „Jasuhiro Išimoto: Vzpomínka na přítomné věci“. Tokijská národní galerie moderního umění, Tokio, 1996.
- „Išimoto Jasuhiro-ten: Shikago, Tókyó“ (石元泰博展 シカゴ、東京) / "Jasuhiro Išimoto: Chicago a Tokio". Tokijské metropolitní muzeum fotografie, Tokio. 1998.
- "Jasuhiro Išimoto: Příběh dvou měst". Institut umění v Chicagu. 1999.
- "Jasuhiro Išimoto: Mandaly dvou světů na Kyoo Gokokuji". Národní muzeum umění, Osaka. 1999.
- "Fotografie Jasuhiro Išimoto: Stopy paměti". Cleveland Museum of Art. 2000–2001.
- „Išimoto Jasuhiro Šašinten 1946–2001“ (石元泰博写真展1946–2001) / „Jasuhiro Išimoto“. Muzeum umění v Koči. Duben – květen 2001.
- Tokio: Jasuhiro Išimoto[8]. Kanadské centrum pro architekturu, Montreal. Červen – říjen 2012.

### Společné výstavy
- Lidská rodina. Muzeum moderního umění, 1955
- Nová japonská fotografie. Muzeum moderního umění, 1974

## Knihy

### Knihy věnované práci Išimota
- Aru hi aru tokoro (ある日ある所) / Someday somewhere. Geibi Shuppansha, 1958. Tuttle, 1959.
- Katsura: Nihon kenchiku ni okeru dentó to sózó (桂 日本建築における伝統と創造) / Katsura: Tradition and Creation in Japanese Architecture. Zókeisha and Jale University Press, 1960. Second edition (without English text): Tokio: Chúókóronsha, 1971. English-language edition: New Haven: Jale University Press, 1972. ISBN 0-300-01599-2
- Shikago, Shikago (シカゴ、シカゴ) / Chicago, Chicago. Tokio: Bijutsu Shuppansha, 1969. Second edition Tokio: Japan Publications, 1983. ISBN 0-87040-553-5
- Metropolis [Toši] (1971)
- (With Haruo Tomiyama.) Ningen kakumei no kiroku (人間革命の記録) / The Document of Human Revolution. Tokio: Šašin Hyóronsha, 1973.
- Nómen (能面, "Noh masks"). Tokio: Heibonsha, 1974.
- Den Shingonin Ryókai Mandara (伝真言院両界曼荼羅) / The Mandalas of the Two Worlds. Tokio: Heibonsha, 1977. Photographs on folded screens, lavishly produced and packed in two very large boxes. (An edition of 500, priced at 880,000 jenů.)
- Eros und Cosmos in Mandala: The Mandalas of the Two Worlds at the Kyoo Gokoku-ji. Seibu Museum of Art.
- Den Shingon in mandara (伝真言院曼荼羅). Kyoto: Sanburaito Shuppan, 1978.
- Kunisaki kikó (国東紀行, "Kunisaki travelogue"). Nihon no Bi. Tokio: Shúeisha, 1978. A large-format collection of colour photographs of the Kunisaki peninsula in Kjúšú.
- Karesansui no niwa (枯山水の庭, "Dry gardens"). Tokio: Kódansha, 1980.
- Jamataikoku gensó (邪馬台国幻想). Nihon no Kokoro. Tokio: Shúeisha, 1980.
- Isuramu: Kúkan to mon'yó (イスラム：空間と文様) / Islam: Space and Design. Kyoto: Shinšindó, 1980.
- Kókoku no júichimen kannon (湖国の十一観音). Tokio: Iwanami, 1982.
- Shikago, Shikago: Sono 2 (シカゴ、シカゴ　その２) / Chicago, Chicago. Tokio: Libro Port, 1983. ISBN 978-4-8457-0098-1
- Shikago, Shikago: Sono 2 (シカゴ、シカゴ　その２) / Chicago, Chicago. Tokio: Canon, 1983. More black and white photographs of Chicago. No captions; foreword and chronology of the photographer in Japanese.
- Katsura rikyú: Kúkan to katachi (桂離宮 空間と形). Tokio: Iwanami, 1983. English translation: Katsura Villa: Space and Form. New York: Rizzoli, 1987.
- Hana (花) / Hana. Tokio: Kyúryúdó, 1988. ISBN 4-7630-8804-1 English edition: Flowers, San Francisco: Chronicle, 1989. ISBN 0-87701-668-2
- Kyó no tewaza: Takumi-tachi no emoyó (京の手わざ：匠たちの絵模様). Tokio: Gakugei Shorin, 1988. ISBN 4-905640-14-8
- The Photography of Jasuhiro Išimoto: 1948–1989. Tokio: Seibu Museum of Art, 1989.
- Išimoto Jasuhiro Šašinten 1946–2001 (石元泰博 1946–2001) / Jasuhiro Išimoto. Kóchi, Kóchi: The Museum of Art, Kochi, 2001. Text in Japanese and English.
- Arata Isozaki Works 30: Architectural Models, Prints, Drawings. Gingko, 1992. ISBN 4-89737-139-2
- Ise Jingú (伊勢神宮, "Ise shrine"). Tokio: Iwanami, 1995. ISBN 4-00-008061-X
- Genzai no kioku (現在の記憶) / Remembrance of Things Present. Tokio: National Museum of Modern Art, 1996. Výstavní katalog vydal National Film Center roku 1996. Captions and text in both Japanese and English.
- Išimoto Jasuhiro (石元泰博). Nihon no Šašinka. Tokio: Iwanami, 1997. ISBN 4-00-008366-X. A compact survey of Išimoto's monochrome work; text in Japanese only.
- Jasuhiro Išimoto: A Tale of Two Cities. Ed. Colin Westerbeck. Chicago: Art Institute of Chicago, 1999. ISBN 0-86559-170-9 Výstavní katalog vydal Art Institute of Chicago, květen-září 1999.
- Toki (刻) / Moment. Tokio: Heibonsha, 2004. ISBN 4-00-008366-X A survey of Išimoto's monochrome work; text in Japanese and English.
- Shibuya, Shibuya (シブヤ、シブヤ). Tokio: Heibonsha, 2007. ISBN 978-4-582-27764-7 Monochrome images, mostly of the backs of individual people waiting for the lights to change at the main crossroads in front of Shibuya Station. No captions; the minimal text is in Japanese and English.
- Meguriau iro to katachi (めぐりあう色とかたち) / Composition. Tokio: Heibonsha, 2008. ISBN 978-4-582-27769-2 Compositions of colors. The minimal text is in Japanese only.
- Tajú rokó (多重露光) / Multi Exposure. Výstavní katalog.
- Katsura rikyú (桂離宮). 2010. ISBN 4-89737-655-6
- Nakamori, Jasufumi. Katsura: Picturing Modernism in Japanese Architecture. Museum of Fine Arts Houston, 2010. ISBN 0-300-16333-9
- Moriyama Akiko (森山明子). Išimoto Jasuhiro: Šašin to iu šikó (石元泰博　写真という思考) / Jasuhiro Išimoto: Beyond the Eye that Shapes. 武蔵野美術大学出版局, 2010. ISBN 4901631950

### Další díla
- Szarkowski, John, and Shoji Jamagiši. New Japanese Photography. New York: Museum of Modern Art, 1974. ISBN 0-87070-503-2 (pevná vazba), ISBN 0-87070-503-2 (papírová vazba) čtyři fotografie (1953–1954) ze série Kacura (1960).
- (in Japanese) Nihon núdo meisakushú (日本ヌード名作集, Japonské akty). Camera Mainiči bessacu. Tokio: Mainiči šinbunša, 1982, s. 166–169 Išimotovy akty.
- Nihon shašin no tenkan: 1960 nendai no hyógen (日本写真の転換：1960時代の表現) / Innovation in Japanese Photography in the 1960s. Tokio: Tokijské muzeum fotografie, 1991. Výstavní katalog, text japonsky a anglicky, s. 68–77 příkladů z výstavy "Chicago, Chicago".
- Densha ni miru toši fúkei 1981–2006 (電車にみる都市風景 1981–2006 / Scenes of Tokio City: Prospects from the Train 1981–2006. Tama City, Tokio: Tama City Cultural Foundation Parthenon Tama, 2006. Výstavní katalog; s. 4–13 věnovány Išimotovi. Text japonsky a anglicky.